# 확률미분방정식
확률미분방정식(stochastic differential equation, SDE)은 확률 과정을 포함하는 미분방정식이다. 증권 예측등에 다양하게 사용되고 있다.

## 같이 보기
- 랑주뱅 동역학
- 확률 과정